# Gisy-les-Nobles
Gisy-les-Nobles és un municipi francès, situat al departament del Yonne i a la regió de Borgonya - Franc Comtat. L'any 2007 tenia 598 habitants.

## Demografia

### Població
El 2007 la població de fet de Gisy-les-Nobles era de 598 persones. Hi havia 224 famílies, de les quals 59 eren unipersonals (20 homes vivint sols i 39 dones vivint soles), 82 parelles sense fills, 67 parelles amb fills i 16 famílies monoparentals amb fills.
La població ha evolucionat segons el següent gràfic:
Habitants censats

### Habitatges
El 2007 hi havia 278 habitatges, 228 eren l'habitatge principal de la família, 35 eren segones residències i 14 estaven desocupats. 272 eren cases i 6 eren apartaments. Dels 228 habitatges principals, 197 estaven ocupats pels seus propietaris, 24 estaven llogats i ocupats pels llogaters i 8 estaven cedits a títol gratuït; 1 tenia una cambra, 4 en tenien dues, 45 en tenien tres, 64 en tenien quatre i 115 en tenien cinc o més. 187 habitatges disposaven pel capbaix d'una plaça de pàrquing. A 106 habitatges hi havia un automòbil i a 110 n'hi havia dos o més.

### Piràmide de població
La piràmide de població per edats i sexe el 2009 era:
| Homes | Edats   | Dones |
| ----- | ------- | ----- |
| 0     | 95 o +  | 0     |
| 0     | 90 a 94 | 8     |
| 8     | 85 a 89 | 0     |
| 0     | 80 a 84 | 12    |
| 4     | 75 a 79 | 16    |
| 8     | 70 a 74 | 16    |
| 12    | 65 a 69 | 16    |
| 12    | 60 a 64 | 0     |
| 4     | 55 a 59 | 8     |
| 20    | 50 a 54 | 20    |
| 32    | 45 a 49 | 0     |
| 16    | 40 a 44 | 32    |
| 24    | 35 a 39 | 12    |
| 12    | 30 a 34 | 24    |
| 16    | 25 a 29 | 24    |
| 12    | 20 a 24 | 4     |
| 16    | 15 a 19 | 24    |
| 8     | 10 a 14 | 16    |
| 4     | 5 a 9   | 20    |
| 12    | 0 a 4   | 24    |

## Economia
El 2007 la població en edat de treballar era de 352 persones, 259 eren actives i 93 eren inactives. De les 259 persones actives 241 estaven ocupades (126 homes i 115 dones) i 19 estaven aturades (6 homes i 13 dones). De les 93 persones inactives 37 estaven jubilades, 27 estaven estudiant i 29 estaven classificades com a «altres inactius».

### Ingressos
El 2009 a Gisy-les-Nobles hi havia 232 unitats fiscals que integraven 613,5 persones, la mediana anual d'ingressos fiscals per persona era de 19.035 €.

### Activitats econòmiques
Dels 22 establiments que hi havia el 2007, 1 era d'una empresa extractiva, 9 d'empreses de construcció, 1 d'una empresa de comerç i reparació d'automòbils, 3 d'empreses de transport, 2 d'empreses d'hostatgeria i restauració, 1 d'una empresa d'informació i comunicació, 3 d'empreses de serveis i 2 d'empreses classificades com a «altres activitats de serveis».
Dels 10 establiments de servei als particulars que hi havia el 2009, 3 eren paletes, 4 guixaires pintors, 2 lampisteries i 1 restaurant.
L'any 2000 a Gisy-les-Nobles hi havia 4 explotacions agrícoles que ocupaven un total de 596 hectàrees.

## Equipaments sanitaris i escolars
El 2009 hi havia una escola elemental integrada dins d'un grup escolar amb les comunes properes formant una escola dispersa.

## Poblacions més properes
El següent diagrama mostra les poblacions més properes.